# Heo Mok
Heo Mok(hangul: 허목; hanja: 許穆. Seúl, 11 de diciembre de 1593 o 1595(?)-27 de abril de 1682) fue un poeta, pintor, político, y estudioso coreano de la dinastía Joseon. Fue vice primer ministro durante la Dinastía Joseon entre 1675 a 1678; su apodo era Misu (미수, 眉叟) y Teryung-Noin (태령노인, 台領老人), Sukhojangin (석호장인, 石戶丈人).
Fue líder de la facción del sur (남인), y rival de Song si-yeol, líder de la facción occidental.